# 伯祖斯
伯祖斯（法語：Bezouce，法語發音：[bəzus]）是法国加尔省的一个市镇，位于该省中东部，属于尼姆区。

## 地理
伯祖斯（43°52'53"N, 4°29'24"E）面积12.29 平方千米，位于法国奧克西塔尼大區加尔省，该省份为法国南部沿海省份，南端濒地中海，北起顺时针与阿尔代什省、沃克吕兹省、罗讷河口省、埃罗省、阿韦龙省和洛泽尔省接壤。
与伯祖斯接壤的市镇（或旧市镇、城区）包括：卡布里耶尔、莱德农、玛格丽特、梅讷、勒代桑、圣热尔瓦西。

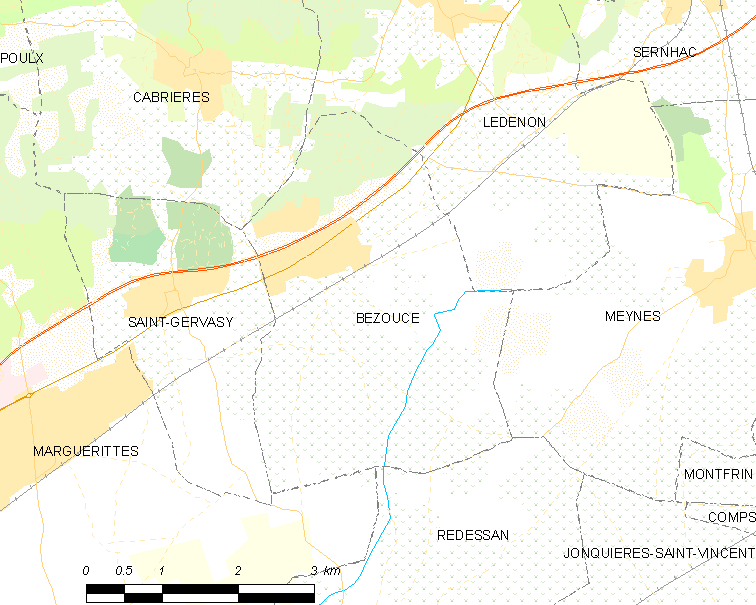
伯祖斯的OSM定位图

伯祖斯的时区为UTC+01:00、UTC+02:00（夏令时）。

## 行政
伯祖斯的邮政编码为30320，INSEE市镇编码为30039。

## 政治
伯祖斯所属的省级选区为勒代桑县。

## 人口

1962-2008年间伯祖斯人口变化图示

伯祖斯于2022年1月1日时的人口数量为2341人。